# پلوتچه
پلوتچه (به لهستانی:  Plutycze) یک روستا در لهستان است که در گمینا بیلسک پودلاسکی واقع شده‌است.